# Mayerella acanthopoda
Mayerella acanthopoda is een vlokreeftensoort uit de familie van de Caprellidae. De wetenschappelijke naam van de soort is voor het eerst geldig gepubliceerd in 1977 door Benedict.